# Augusto Guanabara Ferreira da Silva
Augusto Guanabara Ferreira da Silva (Niterói, 26 de fevereiro de 1849 — Niterói, 1882) foi um militar, engenheiro, político e literato brasileiro.
Assentou praça em 1867 e lutou na Guerra do Paraguai, de onde regressou com o posto de 2º tenente de artilharia. Formou-se em engenharia militar, matemática e ciências físicas em 1876, quando foi promovido a capitão. Fixando-se em Porto Alegre, foi professor do curso de cavalaria e infantaria da Escola Militar de Porto Alegre entre 1876 e 1881, serviu como engenheiro da Câmara Municipal, e foi eleito deputado para a Assembleia Provincial. Foi também ajudante da Comissão de Engenharia Militar da província. Em 1882 voltou para o Rio de Janeiro, falecendo pouco depois.
Manteve ativos interesses culturais, e disse Aquiles Porto Alegre que ao chegar em Porto Alegre já o precedera a fama de poeta brilhante. Foi membro do Partenon Literário e da sua Comissão de Literatura, colaborou com o Jornal das Famílias, traduziu obras de Heinrich Heine, seu autor favorito, e foi um cultor entusiasta da prosa e da poesia, deixando vários trabalhos em periódicos, além de um volume de poesias, Realidades e sonhos, publicado postumamente. No prefácio da edição, o escritor Pedro Gomes relatou "a triste história de um talento de primeira água. Com a sua prematura morte sofreu o Brasil dupla perda, vendo-se privado do servidor dedicado e do inspirado poeta". Segundo Múcio Teixeira, foi um dos mais finos intelectuais do Exército de seu tempo, com uma obra calcada nos valores do romantismo.